# Орлово (Курганская область)
Орлово — деревня в Петуховском районе Курганской области. Входит в состав Актабанского сельсовета.

## История
До 1917 года входила в состав Каменской волости Ишимского уезда Тобольской губернии. По данным на 1926 год состояла из 241 хозяйства. В административном отношении являлась центром Орловского сельсовета Петуховского района Ишимского округа Уральской области.

## Население
| 1989 | 2002 | 2010 |
| ---- | ---- | ---- |
| 107  | ↘80  | ↘14  |

По данным переписи 1926 года в деревне проживало 1260 человек (606 мужчин и 654 женщины), в том числе: русские составляли 69 % населения, украинцы — 30 %.